# Milionia sharpei
Milionia sharpei är en fjärilsart som beskrevs av Butler 1886. Milionia sharpei ingår i släktet Milionia och familjen mätare. Inga underarter finns listade i Catalogue of Life.